# Johnny Pemberton

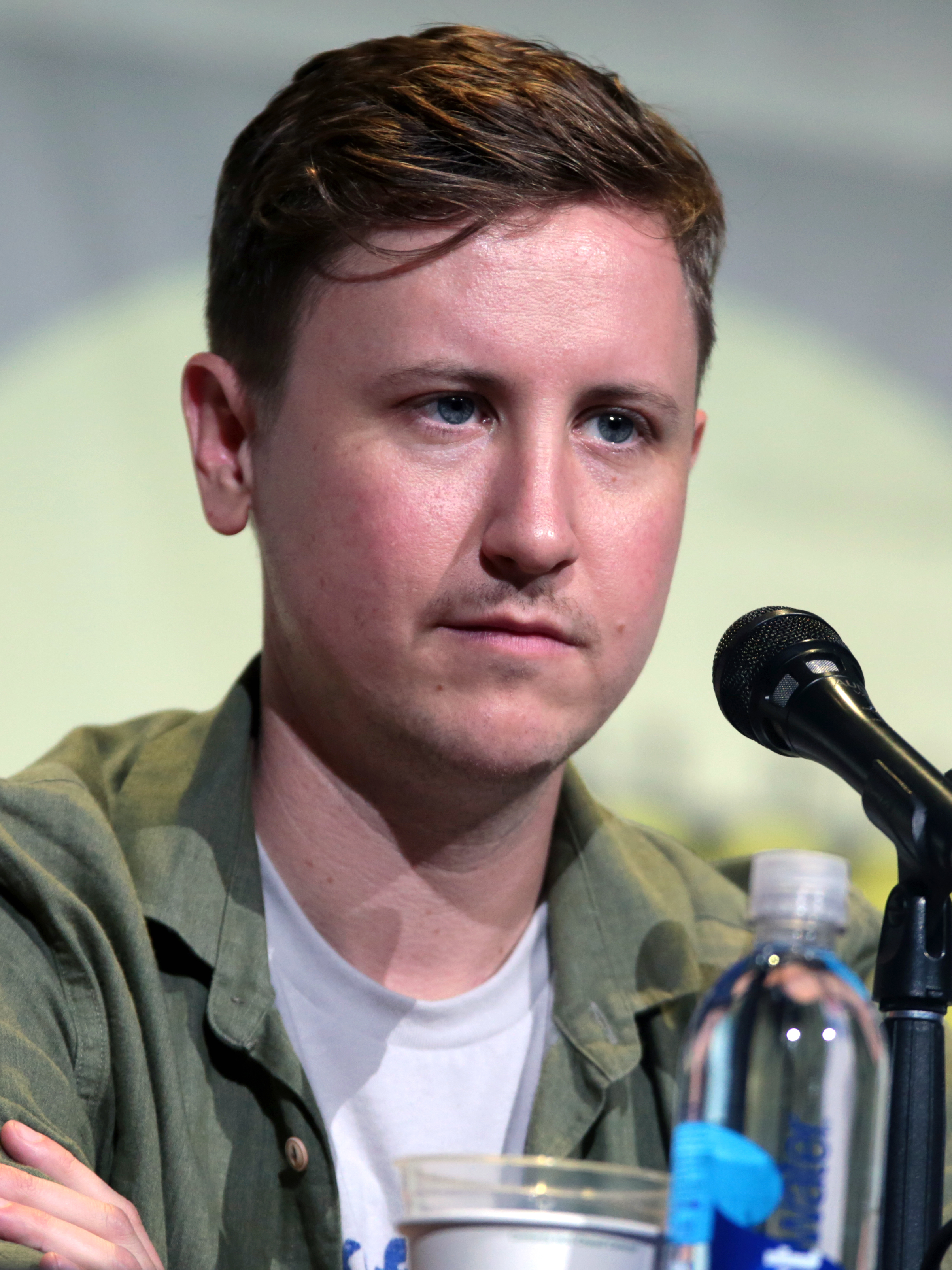
Johnny Pemberton (2016)

Johnny Pemberton (* 1. Juni 1981 in Rochester, Minnesota als John deJarnette Pemberton III) ist ein US-amerikanischer Schauspieler und Komiker.

## Leben und Karriere
2009 trat er bereits in einer Gastrolle in der Oscar nominiertem Komödie Kabinett außer Kontrolle (2009) auf. Weitere Rollen spielte er in den Komödien The Watch – Nachbarn der 3. Art (2012), 21 Jump Street (2012), 22 Jump Street (2014) sowie eine Gastrolle in Ant-Man (2015). Größere Bekanntheit erlangte er durch seine Rolle als Bo Thompson in der von NBC produzierten Fernsehserie Superstore (2015–2021). 2024 spielte er in der postapokalyptischen Fernsehserie Fallout eine wiederkehrende Nebenrolle.
Pemberton tritt auch als Stand-up-Comedian auf. 2014 ging Pemberton mit Josh Fadem auf die Stand-up-Comedy-Tour Summer Boys Do It. 2017 trat er beim Just for Laughs Comedy Festival in Montreal und Chicago auf, 2019 beim SXSW in Austin.
Von 2012 bis 2016 moderierte er den Podcast Twisting The Wind. Seit Oktober 2016 moderiert er seinen neuen Podcast LIVE to TAPE with Johnny Pemberton. 2020 begann er auf der Livestreamingplattform Twitch zu streamen.
Pemberton ist verheiratet und lebt in Los Angeles, Kalifornien.

## Filmografie (Auswahl)

### Spielfilme
- 2009: Kabinett außer Kontrolle (In the Loop)
- 2011: Let Go
- 2012: Dreamworld
- 2012: 21 Jump Street
- 2012: The Watch – Nachbarn der 3. Art (The Watch)
- 2012: Immer Ärger mit 40 (This Is 40)
- 2013: Filthy Preppy Teens
- 2014: 22 Jump Street
- 2014: Jason Nash Is Married
- 2015: Band of Robbers
- 2015: Ant-Man
- 2016: The 4th
- 2016: Bad Neighbors 2 (Neighbors 2: Sorority Rising)
- 2017: The Night Is Young
- 2018: Action Point
- 2018: Living Room Coffin
- 2019: Headlock
- 2019: Tone-Deaf
- 2019: Against the Clock
- 2021: King Knight
- 2022: Unplugging
- 2022: Weird: Die Al Yankovic Story
- 2024: Future Date

### Kurzfilme
- 2017: I Know You from Somewhere
- 2019: Bronzed
- 2019: More Than a Feeling
- 2019: Blair’s Lair – The Plumber
- 2020: Dealhership
- 2022: Burlington Paranormal

### Fernsehserien und -reihen
- 2009–2010: Gigabots
- 2010: It’s Always Sunny in Philadelphia (2 Episoden)
- 2011: Aim High (6 Episoden)
- 2013: Pound House (8 Episoden)
- 2013: New Girl (1 Episode)
- 2013: Perception (1 Episode)
- 2013: Bob’s Burgers (Animationsserie, 1 Episode, Stimme für Dr. Eigerman)
- 2013: Adventure Time (Animationsserie, 1 Episode, Stimme für Braco)
- 2013: Family Tools
- 2013–2015: Kroll Show
- 2015: Community (1 Episode)
- 2015: Review (3 Episoden)
- 2015: Fresh Off the Boat (1 Episode)
- 2015–2018: Pickle and Peanut (Animationsserie, Stimme für Peanut)
- 2015–2021: Superstore
- 2016–2017: Son of Zorn
- 2017: You’re the Worst (6 Episoden)
- 2017: Still the King (1 Episode)
- 2018: I Feel Bad
- 2018: Door No. 1 (1 Episode)
- 2019: Eine unberechenbare Familie (3 Episoden)
- 2019: Drinks of My Life (1 Episode)
- 2020: Corporate (1 Episode)
- 2020: The Midnight Gospel (Animationsserie, Stimme)
- 2021: Middlemost Post
- 2021: Law & Order: Special Victims Unit (1 Episode)
- 2021: Mr. Griffin – Kein Bock auf Schule (1 Episoden)
- 2021–2022: Middlemost Post (Animationsserie, 21 Episoden, Stimme)
- 2022: True Story (1 Episode)
- 2022: Hot Future (Animationsserie, Stimme für Rumble Bumble)
- 2022: The Mighty Ones (Animationsserie, 1 Episode, Stimme für Gherkin)
- 2023: Captain Fall (Animationsserie, 1 Episode, Stimme für Timmy)
- 2024: Fallout